# 三好市山城総合グラウンド
三好市山城総合グラウンド （みよししやましろそうごうグラウンド）は、徳島県三好市山城町にある運動広場である。野球用ダイヤモンドは土、外野部分は天然芝でおおわれ、広さも充分で夜間照明もある。

## 基礎データ

### 概要
- 2003年9月12日～17日の期間で開催された第58回天皇賜杯全日本軟式野球大会の会場として使用された。
- 東南海・南海地震対策として内閣府より消防と自衛隊の活動拠点に指定されている。

### 利用期間
- 8：00 - 22：00
- 定休日：12月29日 - 1月3日

### 利用料金
- 有料

## 主な施設
- 野球場
- 駐車場 - 60台

## 交通
- JR阿波川口駅より車で15分。